# I Want to Know What Love Is
I Want to Know What Love Is (engl. für: „Ich möchte wissen, was Liebe ist“) ist ein Lied von Mick Jones, das zunächst in der Interpretation der Band Foreigner aus dem Jahr 1984 bekannt wurde.

## Hintergrund
Die Power-Ballade wurde von Jones geschrieben und für Foreigner von ihm und Alex Sadkin produziert, bei den Refrains sangen zusätzlich zur Band der New Jersey Mass Choir, Jennifer Holliday und die Thompson Twins. 
Es wurde von etlichen Interpreten gecovert. 
Die Originalversion wurde im November 1984 veröffentlicht und blieb drei Wochen auf Platz eins in Großbritannien, zwei Wochen auf Platz eins in den USA, fünf Wochen auf Platz eins in Australien, Platz eins in Kanada, Norwegen und Schweden und Platz zwei in der Schweiz und Südafrika sowie Platz drei in Deutschland. Die Single war ein Millionenseller in den Vereinigten Staaten.
2004 verschaffte sich das Lied Platz 476 in der Liste von Rolling Stones 500 beste Songs aller Zeiten und 2006 Platz 65 in VH 1’s 100 greatest of the 80’s.
Der Titel befindet sich im Soundtrack der Videospiele Grand Theft Auto: Vice City Stories und SingStar '80s sowie in den Filmen Larry the Cable Guy, Fucking Åmål und Rock of Ages sowie Killer’s Bodyguard und in der Folge Trip ins Jenseits der Fernsehserie Miami Vice und in der finalen Folge der 3. Staffel Orange Is the New Black.

## Rezeption

### Chartplatzierungen
| ChartsChartplatzierungen       | Höchstplatzierung | Wochen |
| ------------------------------ | ----------------- | ------ |
| Deutschland (GfK)              | 3 (22 Wo.)        | 22     |
| Österreich (Ö3)                | 7 (14 Wo.)        | 14     |
| Schweiz (IFPI)                 | 2 (17 Wo.)        | 17     |
| Vereinigte Staaten (Billboard) | 1 (21 Wo.)        | 21     |
| Vereinigtes Königreich (OCC)   | 1 (16 Wo.)        | 16     |

| ChartsJahrescharts (1985)      | Platzierung |
| ------------------------------ | ----------- |
| Deutschland (GfK)              | 16          |
| Österreich (Ö3)                | 22          |
| Schweiz (IFPI)                 | 12          |
| Vereinigte Staaten (Billboard) | 4           |

### Auszeichnungen für Musikverkäufe
| Land/Region                  | Auszeichnungen für Musikverkäufe (Land/Region, Auszeichnung, Verkäufe) | Verkäufe  |
| ---------------------------- | ---------------------------------------------------------------------- | --------- |
| Dänemark (IFPI)              | Platin                                                                 | 90.000    |
| Italien (FIMI)               | Gold                                                                   | 50.000    |
| Mexiko (AMPROFON)            | Diamant · + 5× Gold                                                    | 450.000   |
| Neuseeland (RMNZ)            | 2× Platin                                                              | 60.000    |
| Spanien (Promusicae)         | Platin                                                                 | 60.000    |
| Vereinigte Staaten (RIAA)    | 2× Platin (Physisch) · + 2× Platin (Digital)                           | 2.000.000 |
| Vereinigtes Königreich (BPI) | 2× Platin                                                              | 1.200.000 |
| Insgesamt                    | 2× Gold · 10× Platin · 1× Diamant ·                                    | 3.910.000 |

## Coverversionen
- 1985: Morawitz (Sag mir, was Liebe ist)
- 1987: The Shadows
- 1987: Trude Herr (Ich weiß jenau wat de meinz)
- 1987: Fila Fresh Crew (Want to Know What Love Is)
- 1991: Jocelyn Brown
- 1992: Shirley Bassey
- 1992: Vicky Leandros (Θέλω να ζήσουμε μαζί)
- 1994: Richard Clayderman
- 1995: East Side Beat
- 1997: Lucky Dube
- 1998: Tina Arena
- 1999: Down Low feat. Rappers against Racism
- 2003: Wynonna Judd
- 2006: Clay Aiken feat. Suzie McNeil
- 2007: Julio Iglesias
- 2008: Lemon Ice
- 2009: Mariah Carey
- 2014: Eliane Müller
- 2014: Krishna Das (Sri Argala Stotram (Selected Verses) / Show Me Love)
- 2016: Amason
- 2017: Ane Brun